# Legionella busanensis
Legionella busanensis (лат.) — грамотрицательная, каталаза-положительная, оксидаза-положительная бактерия  из рода легионелл, с единственным субполярным жгутиком, выделенная из градирни в городе Пусан, Республика Корея.